# Аллокоричная кислота
Аллокори́чная кислота́ (цис-3-Фенилпропеновая кислота) — стереоизомер (цис-изомер) коричной кислоты, в которую аллокоричная кислота кислота легко превращается, что и выражается, согласно предложению А. Михаэля, приставкой алло (от греч. Άλλος — другой, — префикс, обозначающий другой, иначе, чуждо… лже… и т. д.)

## Получение
Аллокоричная кислота впервые обнаружена Карлом Либерманом в 1890 году в листьях коки, затем Либерман нашел, что эта кислота образуется при восстановлении (цинковой пылью в спиртовом растворе при кипячении) β-дибромпропиоловой кислоты, и в очень малых количествах при нагревании до 195 °С бензалмалоновой кислоты. Наиболее просто аллокоричная кислота получается восстановлением β-дибромпропиоловой кислоты:
{\displaystyle {\ce {{C6H5-CBr=CBr-COOH}+ 2H2 ->}}}
{\displaystyle {\ce {-> {C6H5-CH=CH-COOH}+ 2HBr}}}
и отделяется от одновременно образующейся в реакции коричной кислоты благодаря плохой растворимости самой аллокоричной кислоты в воде и плохой растворимости бариевой соли коричной кислоты в метиловом спирте.

## Физические свойства
Аллокоричная кислота кристаллизуется в виде трёх кристаллических модификаций с температурами плавления 68°, 58° и 42°С.
Трудно растворима в воде и холодном лигроине, легко растворима в спирте и эфире, при неярком освещении не изменяется.

## Химические свойства
При кратковременном нагревании с концентрированной серной кислотой превращается в коричную кислоту.
С уксусным ангидридом образует жидкий ангидрид, переходящий при нагревании в ангидрид коричной кислоты.